# L'Annonciation de San Martino alla Scala
Pour les articles homonymes, voir Annonciation (homonymie) et L'Annonciation (Botticelli).
L'Annonciation de  San Martino alla Scala   est une peinture à fresque de Sandro Botticelli de 243 × 555 cm réalisée au printemps 1481 et  conservée  à la Galerie des Offices.

## Histoire
La peinture est destinée à la Chiesa di San Martino in Santa Maria della Scala de Florence pour l'entrée de l'église des pestiférés, en remerciement pour la fin de la peste de 1478 ; elle subit en 1624 de graves dommages dus à la transformation du lieu en atrium avec le retrait du tympan.
En 1920 sont décidés la séparation en deux parties, le détachement de la paroi et son transfert aux Offices.
Giovanni Battista Cavalcaselle l'attribue d'abord à Filippino Lippi, mais Herbert Percy Horne, avec toute la critique d'art, en définit définitivement l'auteur : Botticelli.

## Thème
L'Annonciation est un thème particulièrement développé chez Botticelli comme en témoignent et le nombre de ces tableaux et les variations du traitement du thème.

## Description
Les éléments iconographiques de l'Annonciation sont tous présents : l'hortus conclusus de Marie, sa chambre et son lit, le livre, sa posture en surprise ; l'archange Gabriel arrivant dans la partie gauche de la composition ; la perspective ouverte vers le paysage et le jardin ; cette même perspective appuyée par le dallage sous les pieds de la Vierge, traité différemment sous les pieds de l'ange ; les pilastres et colonnes séparant les protagonistes...

## Analyse
Comme quatre des sept Annonciations connues de Botticelli, celle-ci comporte un appareillage de colonnes s'interposant entre Gabriel et Marie, en symbolisation du Christ (Christus est columna).